# Stație de pompieri
Stația de pompieri este locul unde subunitatea de pompieri își are clădirea și de unde intervine în zona de competență în caz de situație de urgență.

## Caracteristici în România
.

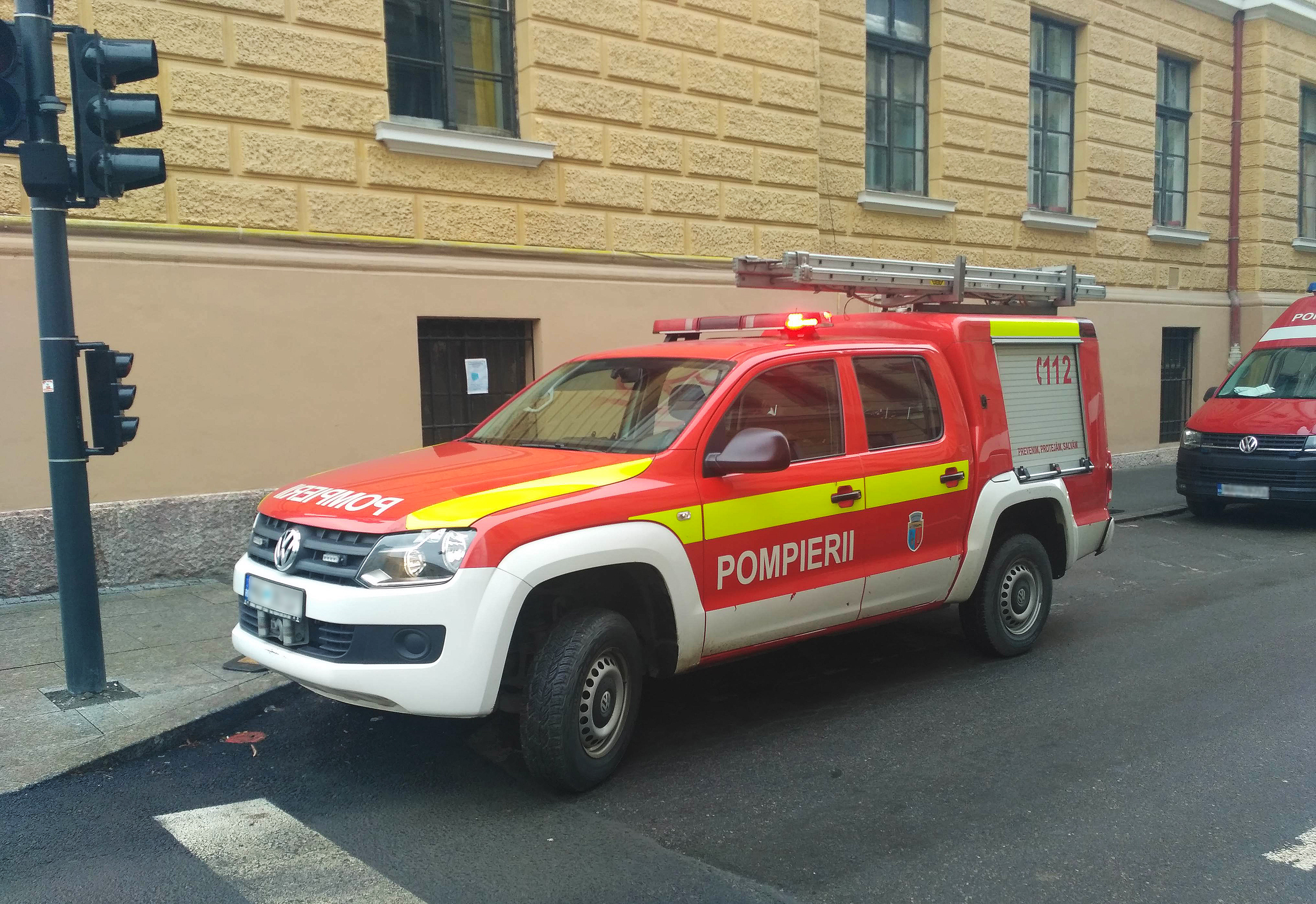
Autospeciala pentru prima interventie si comanda Detașamentul de Pompieri Cluj-Napoca

Stația are în subordine 3 - 4 echipaje de intervenție și în cazul în care aparține serviciilor publice profesioniste, este prevăzută  cu o centrală telefonică ce poate fi apelată de populație sau de către alte unități de pompieri prin intermediul numărului unic de urgență 112, pentru diferite misiuni în caz de incendiu.
Stațiile pot fi încadrate cu personal: 
- profesionist, condus în acest caz de către o persoană desemnată la nivelul Inspectoratului județean pentru situații de urgență care lucrează cu normă întreagă. În acest caz pompierii asigură 24 de ore din 24 posibilitatea de a interveni în caz de incendiu sau alte situații de urgență.

- voluntar organizat în cadrul unui Serviciu Voluntar pentru Situații de Urgență (S.V.S.U.) de la primărie.Serviciul voluntar funcționează la nivel local, iar activitatea acestora este condusă de către primar prin consiliu local care trebuie să asigure echiparea și dotare cu tehnica și echipament individual de protecție a serviciului de pompieri potrivit legii. Pompierii sunt voluntari, excepție făcând șeful de serviciu de pompieri și șoferul de pe autospeciala de pompieri, care trebuie încadrat potrivit legii[2]. Astfel de cazuri se întâlnesc la nivelul unor instituții publice sau în sectoarele de competență ale primăriilor. În localitățile unde nu sânt servicii profesioniste pentru situații de urgență, primarul are obligația să coordoneze organizarea permanentă a intervenției în caz de incendiu la nivelul unității administrativ-teritoriale, să asigure participarea la intervenție a serviciului voluntar de urgență cu mijloacele din dotare și conducerea intervenției, până la stingerea incendiului ori până la sosirea forțelor inspectoratului[3].

- angajat în cadrul unui serviciu privat pentru situații de urgență (S.P.S.U.) la agenți economici sau instituții publice, condus de șeful serviciului respectiv. Astfel de servicii private se întâlnesc la obiective cu risc mare de incendiu de la caz la caz, iar obiectivele respective este posibil să fie prevăzute cu instalații speciale de stingerea a incendiilor.